# Teleseum
Teleseum är ett museum vars uppdrag är att bevara och tillgängliggöra teletekniskt kulturarv från försvarssektorn och den civila delen av totalförsvaret. Museet drivs av Teleseum AB som bildades 2010 och är placerat i Enköping. Samlingarna består av föremål från Garnisonsmuseet i Enköping och föremål från armén, marinen och flygvapnet som samlats inom ramen för Försvarets historiska telesamlingar. Museet ska också bevara det historiska arvet från Upplands regemente (I 8), Göta livgarde (P 1), Fälttelegrafkåren och Signaltrupperna. Museet är under uppbyggnad och tänkt att bli ett upplevelsecentrum, där barn och unga kan lära sig mer om teknik och om utvecklingen från apparater till "appar".